# C/2013 A1 (Siding Spring)
Pour les articles homonymes, voir Comète Siding Spring et Siding Spring.
C/2013 A1 (Siding Spring) est une comète issue du nuage d'Oort découverte le 3 janvier 2013 qui présente la particularité de passer à faible proximité (environ 131 000 km) de la planète Mars le 19 octobre 2014 à 18 h 32 UTC. L'hypothèse d'un impact avec la planète Mars, un temps envisagée, a été progressivement écartée par les mesures de plus en plus précises de sa trajectoire effectuées à la suite de sa découverte. Les analyses se sont alors concentrées sur les dégâts que pourraient produire les poussières et roches éjectées par la comète sur les engins spatiaux situés en orbite autour de Mars. Un rapport produit début juin 2014 a également conclu que les risques étaient limités. Siding Spring fait partie d'une catégorie de comètes qui a conservé les caractéristiques fixées au moment de la création du système solaire et qui n'a jamais pu être observée de près car elle n'effectue qu'un seul passage dans le Système solaire interne. L'enjeu scientifique associé à son observation est donc important. Il était prévu que les instruments des sondes spatiales en orbite autour de Mars et des instruments des rovers en activité à la surface de la planète soient utilisés pour réaliser des observations au moment du survol de Mars par la comète.

## Découverte
La comète est découverte par Robert H. McNaught à l'Observatoire de Siding Spring à l'aide d'un télescope Schmidt-Cassegrain de 0,5 mètre. Des images de pré-découverte, par le Catalina Sky Survey datant du 8 décembre 2012 ont été rapidement trouvées. Depuis, des observations remontant au 4 octobre 2012 ont été retrouvées. Au moment de sa découverte, la comète est à 7,2 UA du Soleil et elle a une magnitude de 18,6. Lors de son passage auprès de Mars, sa magnitude apparente était estimée comme pouvant atteindre 8 et des images haute définition étaient possibles à partir de la sonde Mars Reconnaissance Orbiter (MRO) alors en orbite autour de Mars.

## Caractéristiques
La comète provient du nuage d'Oort qui entoure à très grande distance le Système solaire. Comme toutes les comètes issues de cette région de l'espace, elle a sans doute été mise en mouvement par une perturbation gravitationnelle liée au passage d'une étoile. Elle circule sur une orbite hyperbolique ce qui signifie qu'elle effectuera un seul passage près du Soleil avant de s'échapper définitivement du Système solaire. Son orbite a une inclinaison de 129° (orbite rétrograde) et une excentricité de 1,00043. La comète est passée au plus près du Soleil à une distance d'environ 1,4 Unité astronomique. Le diamètre de son noyau, initialement évalué à quelques kilomètres, fut réévalué à 700 mètres peu avant le survol de Mars. Lors de ce survol, des images prises par des instruments sur le sol de la planète rouge ont permis de préciser la taille du noyau en l'estimant à moins de 500 mètres.

## Liens externes

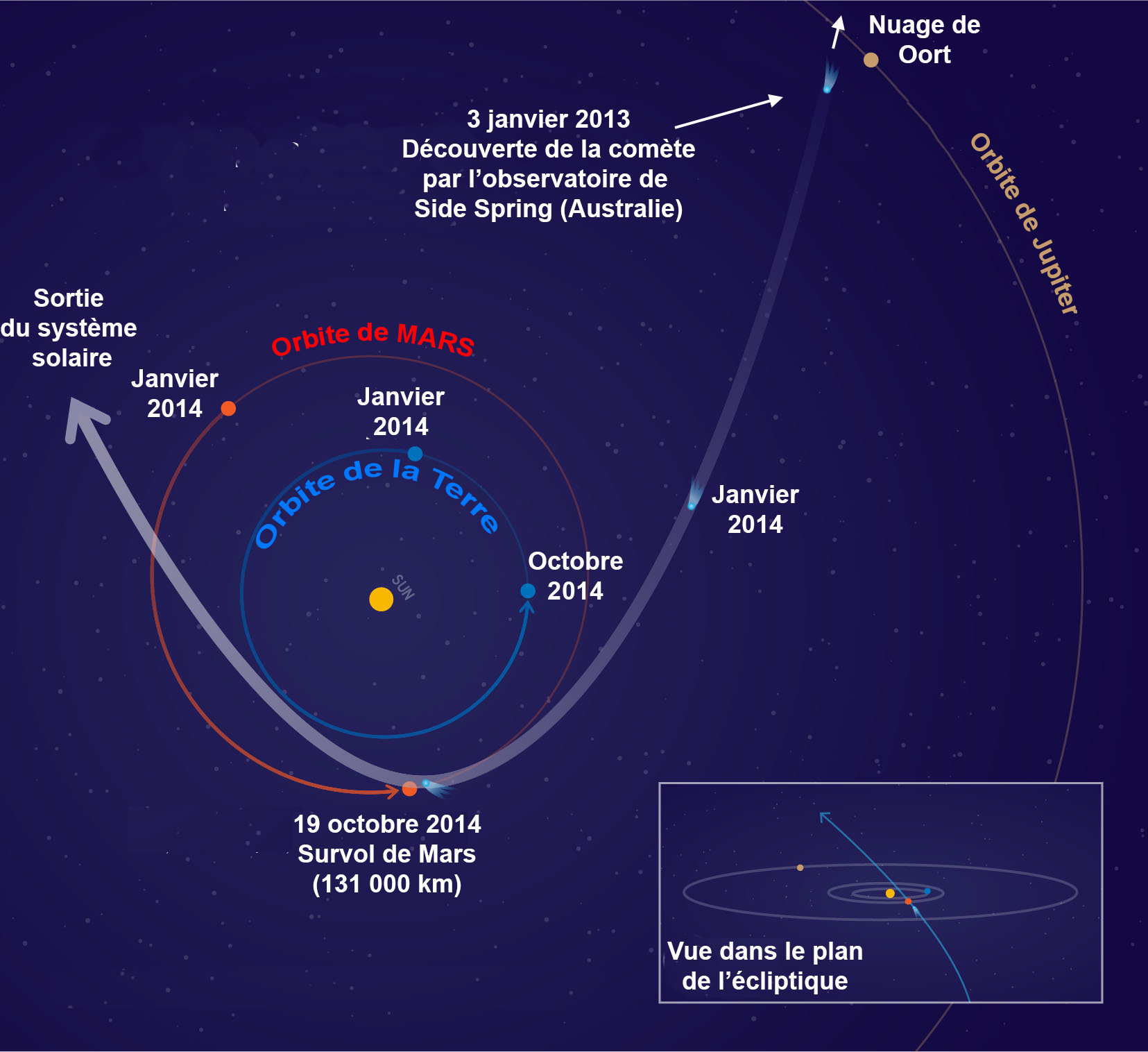
Trajectoire de la comète dans la région interne du Système solaire.

## Risque d'impact avec la planète Mars

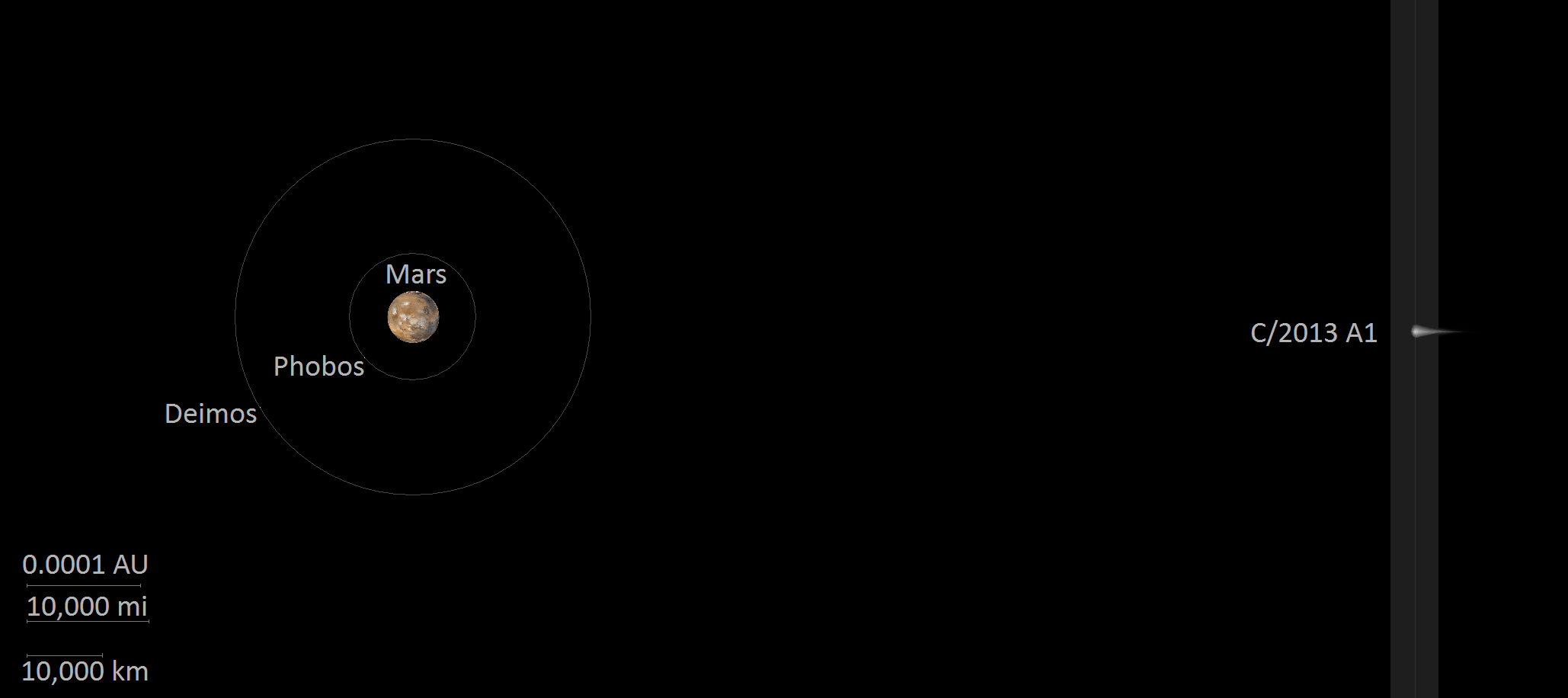
La comète passe à 131000 km de Mars soit un tiers de la distance Terre-Lune.

Lors de sa découverte, il est apparu que la comète allait passer à une distance très faible de la planète Mars et qu'un impact n'était pas exclu. Après une campagne d'observation de 394 jours, la possibilité que la comète puisse entrer en collision avec la planète Mars le 19 octobre 2014 a pu être écartée. L'ajustement de courbe laisse supposer un passage à (0,000 952 ± 0,000 177) ua (soit environ 142 400 ± 26 500 km) du centre de la planète Mars le 19 octobre 2014 à 18 h 26 ± 6 (TU).
Du fait que C/2013 A1 est une comète hyperbolique (e = 1,000 5) et a une orbite rétrograde (i = 129°), sa vitesse relative lors du passage serait de 55,96 km/s,. Si impact il y avait eu, le diamètre du cratère d'impact aurait pu atteindre dix fois le diamètre du noyau de la comète. On estimait à ce moment-là (au 27 février 2013) que le diamètre du noyau de l'objet, basée sur la magnitude absolue du noyau (10,3), pourrait être de 50 km ; l'énergie de l'impact aurait alors été équivalente à 2 × 1010 mégatonnes de TNT. Ce type de collision est susceptible de créer un cratère de 500 km de diamètre et d'une profondeur de 2 km. 

La désintégration de la comète Shoemaker-Levy 9 (SL9) dans l'atmosphère de Jupiter en 1994 avait fait des « trous » pouvant atteindre plusieurs milliers de kilomètres de diamètre, alors que selon certaines estimations, SL9 ne faisait que 15 km de diamètre. La différence provient du fait que, dans le cas présent, l'impact affecterait une planète tellurique et non une géante gazeuse.

## Évaluation de la menace pour les engins spatiaux martiens
La comète Siding Spring, même si elle n'a fait que survoler Mars, aurait pu constituer une menace pour les cinq engins spatiaux placés en orbite autour de Mars qui recueillent alors des données sur la planète : la sonde spatiale indienne Mars Orbiter Mission, l'orbiteur de l'Agence spatiale européenne Mars Express, et les trois engins spatiaux de la NASA MRO MAVEN et Mars Odyssey. En effet, la comète est entourée d'un vaste nuage de poussières et de roches qu'elle a éjecté, qui pourraient, par leur vitesse et leur densité, nuire aux engins spatiaux. La NASA a demandé début 2014 à plusieurs spécialistes des comètes d'évaluer cette menace. Leur rapport rendu en juin 2014 conclut à un risque très faible :
- les particules les plus dangereuses sont éjectées à une vitesse inférieure à 1 m/s. Seules les poussières d'un diamètre inférieur ou égal à 1 mm sont susceptibles de passer à proximité des engins spatiaux ;
- le nombre de particules susceptibles de croiser l'orbite des engins est plus réduit que ce que les passages périodiques des Léonides ou des Perséides font subir aux satellites en orbite autour de la Terre.

Bien que le risque ait été évalué comme faible, les ingénieurs ont modifié les orbites des engins spatiaux de manière que la planète s'interpose entre eux et le sillage chargé de poussières et de débris lorsque la trajectoire de Mars coupera celle de la comète. Cet évènement devait se produire environ 100 minutes après que Siding Spring est passée au plus près de la planète. Les deux rovers martiens en activité à la surface de la planète sont protégés par l'atmosphère martienne.

## Observations durant le survol de Mars
La comète Siding Spring a présenté beaucoup d'intérêt pour les astronomes parce qu'il s'agit de la première comète apériodique qui pourra être étudiée de relativement près. Comme toute comète de ce type, il s'agit de son premier (et dernier) passage à proximité du Soleil et elle a donc préservé les caractéristiques qu'elle avait à ses origines qui remontent à la formation du Système solaire.

### Observation par les engins spatiaux martiens
Les instruments des cinq orbiteurs martiens et ceux des deux rovers en activité de la surface de la planète Mars ont été programmés pour effectuer des observations de la comète et de sa queue avant, durant et après le passage au plus près de la planète qui a eu lieu le 19 octobre 2014 à 18 h 32 UTC. L'instrument le plus puissant est la caméra HiRISE dont la partie optique est constituée par un télescope de 50 cm de diamètre et qui est embarqué à bord de la sonde spatiale de la NASA MRO. Compte tenu de la puissance de grossissement de l'instrument, du diamètre du noyau de la comète compris entre 1  et   3 kilomètres et de la distance d'observation, HiRISE devrait fournir une image de 7 à 8 pixels de ce noyau ce qui devrait permettre de déterminer sa forme. Les instruments de la sonde MAVEN, qui est tout juste venue se placer en orbite autour de Mars, sont particulièrement bien adaptés à l'étude des composants gazeux s'échappant de la comète. Ceux-ci ont interagi avec les couches supérieures de l'atmosphère ténue de Mars qui constituent justement l'objet principal de la mission de la sonde spatiale. La campagne d'observation qui a impliqué une vingtaine d'instruments (détaillés ci-dessous) débuta plusieurs jours avant le survol de Mars et se poursuivit également plusieurs jours après celui-ci.
| Engin spatial     | Instrument                                            | Comète                     | Comète              | Comète                                 | Comète                                                          | Comète                      | Atmosphère de Mars                                        | Atmosphère de Mars                 |
| ----------------- | ----------------------------------------------------- | -------------------------- | ------------------- | -------------------------------------- | --------------------------------------------------------------- | --------------------------- | --------------------------------------------------------- | ---------------------------------- |
| Engin spatial     | Instrument                                            | Caractéristiques générales | Noyau taille, forme | Activité : jets, changement luminosité | Chevelure évolution, taille des particules, composition des gaz | Queue Taille des particules | Couches supérieures ions et électrons, particules neutres | Couches basses température, nuages |
| MRO               | HiRISE (caméra)                                       |                            | **                  | **                                     | **                                                              |                             |                                                           |                                    |
| MRO               | CTX (caméra)                                          |                            |                     | **                                     | *                                                               | **                          |                                                           |                                    |
| MRO               | CRISM (spectromètre infrarouge)                       |                            |                     | *                                      | **                                                              | *                           |                                                           | *                                  |
| MRO               | MCS (spectromètre infrarouge)                         |                            |                     |                                        | **                                                              | *                           |                                                           |                                    |
| MRO               | MARCI (caméra)                                        | *                          |                     |                                        | **                                                              | *                           |                                                           | *                                  |
| MRO               | SHARAD (radar)                                        |                            |                     |                                        |                                                                 |                             | *                                                         |                                    |
| Mars Odyssey      | THEMIS (spectro-imageur)                              | *                          |                     | *                                      | **                                                              | *                           |                                                           | *                                  |
| Mars Odyssey      | HEND/NS                                               |                            |                     |                                        |                                                                 |                             | *                                                         |                                    |
| MAVEN             | IUVS (spectromètre ultraviolet)                       | **                         |                     | **                                     | **                                                              | **                          | **                                                        | *                                  |
| MAVEN             | LPW MAG SEP                                           | **                         |                     |                                        |                                                                 | **                          | **                                                        |                                    |
| MAVEN             | NGMS, STATIC, SWEA, SWA (analyseur ions et électrons) |                            |                     |                                        |                                                                 |                             | **                                                        |                                    |
| rover Curiosity   | Mastcam (caméra) / CHEMCAM                            | **                         |                     |                                        |                                                                 |                             | **                                                        | *                                  |
| rover Opportunity | PANCAM (caméra)                                       | **                         |                     |                                        |                                                                 |                             | **                                                        | *                                  |
| Mars Express      | HSRC (caméra)                                         |                            | *                   |                                        | *                                                               |                             |                                                           |                                    |
| Mars Express      | SpicaM (spectromètre ultraviolet et infrarouge)       |                            |                     |                                        | **                                                              |                             | *                                                         |                                    |
| Mars Express      | Marsis (radar)                                        |                            |                     |                                        |                                                                 |                             | *                                                         |                                    |
| Mars Express      | Aspera (analyseur de gaz rares et ionisés)            |                            |                     |                                        |                                                                 |                             | *                                                         |                                    |

### Autres observations
Les observations depuis la Terre n'ont pas été facilitées par la magnitude apparente relativement faible de la comète. Celle-ci, après avoir culminé en août avec une valeur proche de 9, a décru fortement depuis lors et a été de 12 environ au moment du survol de Mars le 19 octobre. Le passage au plus près du Soleil, qui correspond théoriquement au pic d'activité d'une comète, a eu lieu le 25 octobre. Des observations ont été planifiées avant et après le survol de Mars en utilisant une dizaine de télescopes (VLT, Lowell, etc.) et radiotélescopes (Nançay, Arizona) terrestres ainsi que sept observatoires spatiaux (Hubble, Kepler, Chandra, Swift, ...).